# Ліза Рендалл
Ліза Рендалл (англ. Lisa Randall; нар. 18 червня 1962) — американська фізик-теоретик. Здебільшого відома роботами в області теорії струн. Найзначнішим її досягненням є створення спільної з Раманом Сандрумом моделі Рендалл—Сандрума, опублікованої у 1999 році..

## Біографія
Рендалл народилася в Нью-Йорку 18 червня 1962 року. 1980 року закінчила Стайвесантську школу, де вона вчилася разом з майбутнім струнним теоретиком і популяризатором науки Браяном Гріном. Вона здобула докторський ступінь у галузі фізики елементарних частинок у Гарварді в 1987 році.
У 2004 році Рендалл обрано членом Американської академії мистецтв і наук, а в 2008 році — членом Національної академії наук США.
У 2007 році Ліза Рендалл ввійшла до списку 100 найбільш впливових людей року за версією журналу «Time» (у розділі вчених).

## Цікаві факти
На її лібрето написана опера каталонського композитора Ектора Парри Hypermusic Prologue, A projective Opera in Seven Planes (2008—2009, яку виконав 2008 року «Ensemble Recherche», у виконанні «Ensemble Intercontemporain» записана 2010 року австрійською фірмою Kairos).

## Примітка
1. 1 2 3  Математичний генеалогічний проєкт — 1997.
2. ↑  www.nasonline.org
3. ↑  
Randall, Lisa; Sundrum, Raman (1999). Large Mass Hierarchy from a Small Extra Dimension. Physical Review Letters. 83 (17): 3370—3373. doi:10.1103/PhysRevLett.83.3370.
4. ↑  Lisa Randall — Profile at Edge. Архів оригіналу за 26 серпня 2012. Процитовано 24 грудня 2015.
5. ↑  Lisa Randall — The TIME 100. Time Magazine. Архів оригіналу за 26 серпня 2012. Процитовано 24 грудня 2015.